# Júlio Augusto Henriques
Júlio Augusto Henriques (Arco de Baúlhe (Cabeceiras de Basto), 15 de Janeiro de 1838 — Coimbra, 7 de Maio de 1928), mais conhecido por Júlio Henriques, foi um botânico, micólogo, pteridólogo e algólogo, professor na Universidade de Coimbra, onde foi o grande impulsionador da introdução dos modernos estudos botânicos em Portugal. Fundou a Sociedade Broteriana e desenvolveu e consolidou o Herbário da Universidade de Coimbra e o Jardim Botânico de Coimbra. Realizou extensas expedições botânicas em Portugal, Guiné-Bissau e São Tomé e Príncipe. Na extensa rede científica que estabeleceu, participaram como colectores naturalistas e amadores de múltiplas regiões portuguesas e das colónias africanas, bem como cientistas de toda a Europa.

## Biografia
Júlio Augusto Henriques nasceu no concelho de Cabeceiras de Basto, filho de António Bernardino Henriques e Maria Joaquina. Completados os estudos primários na sua vila natal, em 1854, foi para Coimbra, completar o ensino secundário e fazer os preparatórios para ingressar na Faculdade de Direito da Universidade de Coimbra.
Foi admitido como aluno interno no Colégio de São Bento, ao tempo a funcionar no edifício onde hoje se encontra o Departamento de Ciências da Vida (anterior departamento de Botânica) da Faculdade de Ciências e Tecnologia da Universidade de Coimbra, onde lhe foi destinado um quarto, que veio a conservar como local de trabalho até falecer.
A 10 de setembro de 1855 matriculou-se na Faculdade de Direito, tendo concluído o bacharelato em Direito em 22 de Junho de 1859. Complementou a sua formação com a frequência de uma especialização em Direito Administrativo, que lhe seria útil na execução de tarefas de gestão inerentes os vários cargos de gestão universitária de que se ocupou ao longo da vida.
Apesar de formado em Direito, optou por não exercer advocacia e iniciou um percurso que o levaria às ciências da natureza. Como ao tempo o currículo do curso de Direito incluía as cadeiras de Química, Física, Mineralogia, Zoologia, Botânica e Agricultura, ministradas da Faculdade de Filosofia, o interesse que já detinha por estas matérias cresceu ao ponto de em 1861 reingressar na Universidade de Coimbra, agora visando uma formação na área das ciências exactas, ou, como ao tempo estas eram designadas, em Filosofia Natural.
Com esse objectivo, a 10 de Julho de 1861, matriculou-se no curso de Matemática, mas, poucos meses depois, a 25 de Outubro de 1861, formalizou nova matricula, ingressando na Faculdade de Filosofia, que então ministrava as disciplinas da área da História Natural, onde conclui o bacharelato a 12 de Julho de 1864.
Interessou-se especialmente pela Botânica e, sob a orientação do professor António de Carvalho e Vasconcelos, optou por continuar os estudos nesta área, concluindo a licenciatura em Filosofia, que ao tempo incluía as Ciências da Natureza, em 26 de Junho de 1865. Nesse mesmo ano completou a sua formação académica obtendo em 30 de Julho de 1865 o grau de Doutor em Filosofia com a aprovação de uma dissertação intitulada «As espécies são mutáveis?».  Júlio Henriques defendeu a sua dissertação de doutoramento apenas seis anos após a publicação da obra de Charles Darwin, podendo ser considerado o primeiro darwinista na conservadora comunidade académica portuguesa. A admiração por Charles Darwin esteve presente em toda a sua carreira.
No ano imediato, 1866, concorreu a um lugar de lente substituto extraordinário da Faculdade de Filosofia da Universidade de Coimbra apresentando como dissertação para o concurso a tese intitulada «Antiguidade do Homem».
Esta obra de Júlio Henriques, que acabaria por ser bem recebida nos meios académicos portugueses, está concebida numa perspectiva da antropologia física, analisando as evidências fósseis e arqueológicas relevantes para o estudo da evolução humana então conhecidas. A abordagem segue uma linha ecológica, analisando o enquadramento da espécie Homo sapiens face ao que se conhecia dos paleoambientes associados à presença humana, defendendo as teorias evolucionistas das espécies. Esta abordagem, inovadora no contexto do ensino da Zoologia então corrente em Portugal, afasta-se do Criacionismo e Fixismo estão dominantes e introduz em Portugal a problemática da evolução do homem. De forma corajosa e em claro contraponto com as crenças religiosas ao tempo arreigadas, depois de passar em revista os principais achados arqueo-antropológicos na Europa defendeu que à origem do homem era aplicável a teoria da transformação, «tão conforme ao plano geral da organização dos seres vivos e aos factos paleontológicos».
Admitido em 1866 como assistente eventual, foi nomeado em 1869 lente substituto extraordinário das cadeiras de Botânica e Agricultura, Zoologia, Química e Mineralogia da Faculdade de Filosofia da Universidade de Coimbra, iniciando assim a sua carreira docente. Leccionou em 1872, pela primeira vez como lente, a cadeira de Botânica, iniciando o seu percurso no ramo da Biologia em que desenvolveria a sua carreira científica e docente.
Na década de 1860, em que Júlio Henriques ingressou na Universidade de Coimbra, primeiro como aluno e depois como docente, aquela instituição, mas em particular a sua Faculdade de Filosofia, passavam por um tempo de crise, prelúdio de grandes mutações e profundas reformas educativas. A Faculdade de Filosofia, que ainda tinha no seu âmbito o ensino das ciências naturais, com destaque para a Biologia e a Geologia, tinha perdido o prestígio que em tempos tivera e a qualidade do seu ensino era percebida como tendo decaído. Os seus docentes procuravam retirar a Faculdade da a condição precária em que vivia e renovar os métodos de ensino, visando a elevação do ensino teórico e da criação de laboratórios, mas a falta de apoio financeiro do estado constituía um entrave aparentemente inultrapassável.
No caso da Botânica, área em que o prestígio da instituição vinha decaindo desde os tempos de Avelar Brotero, o seu ensino não era levada a sério em Portugal e desde os tempos daquele pioneiro que pouco ou nada se tinha feita em prol do seu ensino e estudo. A Universidade não tinha um museu botânico, não dispunha de laboratórios, os herbários não estavam organizados, nem havia uma biblioteca especializada de botânica, faltando em absoluto as condições para um ensino digno da ciência.
O professor de Botânica, orientador de Júlio Henriques, que o viria a suceder no cargo, era o doutor António de Carvalho e Vasconcelos, que viria a falecer em 1873, aos 46 anos de idade, após doença prolongada. Este professor, apesar de não ser considerado um bom botânico, favorecia o clima de mudança na instituição e era um excelente pedagogo, capaz de incentivar os seus alunos e de apoiar o seu estudo. Estas características pedagógicas influenciaram Júlio Henriques, que com ele colaborou estreitamente, já que este quando o sucedeu no cargo foi um docente sempre prestável para com todos os alunos e um guia incondicional para quem mostrasse interesse e vontade de trabalhar.
Entre 1866 e 1873, ano do falecimento do seu antecessor na cátedra, Júlio Henriques exerceu o cargo de Secretário da Faculdade de Filosofia, ao mesmo tempo que auxiliava no ensino das cadeiras de Filosofia Natural, particularmente quando a doença do lente titular se agravou. Neste período os seus interesses em matéria de investigação foram gravitando para o estudo das plantas das regiões tropicais e a sua aclimatação a cultura, especialmente no caso daquelas que tinham interesse agrícola nas possessões portuguesas em África.
Este interesse pela agricultura colonial acompanharia Júlio Henriques ao longo de toda a sua carreira. Em consequência, produziu várias publicações visando apoiar os agricultores ultramarinos, entre as quais Agricultura colonial, meios para a fazer progredir e Instruções práticas para a cultura das plantas que dão a quina.
Em 17 de Janeiro de 1873 foi nomeado lente catedrático da Faculdade de Filosofia e o Conselho da Faculdade entregou-lhe a regência da cadeira de Botânica e Agricultura e, posteriormente, a direcção do Jardim Botânico.
Entretanto, o Colégio de São Bento fora extinto, permitindo a ampliação da Faculdade de Filosofia, que tomou para si grande parte das instalações. Júlio Henriques, que ali residira enquanto estudante, instalara-se no edifício, o que lhe permitiu um mais apropriado espaço de trabalho para pôr em marcha o conjunto de reformas por ele proposto, baseadas em modelos de instituições botânicas de referência na Europa, que  nas décadas seguintes transformariam o Instituto Botânico da Universidade de Coimbra numa das mais proeminentes instituições do género. Em poucos anos, a secção universitária dirigida por Júlio Henriques encontrava-se suficientemente habilitada para constituir-se como centro propulsor e orientador dos estudos de Botânica em Portugal.
Sob a sua direcção, o Jardim Botânico de Coimbra passa a ser o centro da investigação botânica e local de ensaio agronómico, dedicando-se ao estudo e cultivo de plantas com interesse agrícola nas regiões tropicais, visando o aproveitamento das potencialidades agrícolas das colónias portuguesas em África. Durante as quatro décadas em que dirigiu o Jardim Botânico de Coimbra, milhares de plantas com interesse para a agricultura colonial nasceram e foram criadas nas suas estufas e enviadas para as colónias, nomeadamente para Angola e para a ilha de São Tomé.
O Jardim Botânico, que estava em declínio desde os tempos de Avelar Brotero, vítima de burocracias e orçamentos anuais cada vez mais reduzidos, estava em estado quase ruinoso. Quando Júlio Henriques a sua direcção, já estava, contudo, em curso um plano visando dar à estrutura uma nova vitalidade, nomeadamente através da contratação de jardineiros qualificados, a novas plantações e ao estabelecimento de cooperação com jardins botânicos europeus de referência. Sob a orientação de Júlio Henriques, iniciou-se um rápido processo de recuperação do prestígio do Jardim, tendo logo nos primeiros anos melhorado as condições da estufa e aumentado as plantações no Jardim e na cerca. Visando o alargamento dos horizontes da instituição, intensificou as permutas de plantas e sementes com os principais jardins botânicos da Europa e outras regiões, particularmente com a Austrália. A reorganização do Jardim Botânico também teve em consideração as necessidades do ensino e da investigação botânica, criando condições para nele serem dadas aulas práticas e para a realização de ensaios e estudos.
Visando a qualificação do pessoal e a criação de um núcleo de investigação florística, em 1879 conseguiu a requisição para o Jardim de um jardineiro de origem alemã, Adolfo Frederico Möller, que ao tempo era Chefe da Secção Florestal da Direcção para Administrar as Obras do Mondego. Nesse mesmo ano consegue a contratação de Joaquim de Mariz, licenciado em Filosofia Natural, que foi nomeado naturalista da Faculdade de Filosofia. Estes dois técnicos, juntamente com o colector Manuel Ferreira, vieram a constituir uma muito competente equipa de trabalho, que ao longo das décadas seguintes produziu relevantes contributos para o estudo da flora de Portugal e das colónias portuguesas em África.
Também na vertente do ensino e investigação Júlio Henriques introduziu profundas alterações no funcionamento da sua Faculdade, pois apesar da crónica escassez de recursos, era homem empreendedor e visionário, capaz de ultrapassar os múltiplos obstáculos que foram surgindo. Foi criando as condições necessárias para dar qualidade ao ensino, nomeadamente revendo a componente prática, com a implementação do trabalho laboratorial e de campo, que considerava vertentes fundamentais do ensino. Renovou e equipou os laboratórios, adquirindo microscópios para a Faculdade de Filosofia, sendo pioneiro no seu uso em Portugal, e montou laboratórios para o ensino e para a investigação.
Na vertente do ensino da Botânica, que leccionava com patente entusiasmo, promoveu a criação na Universidade de Coimbra de um Museu Botânico, no qual concentrou todo o material relativo ao reino vegetal que estava no Museu de História Natural e criou uma biblioteca especializada, reunindo num fundo único o acervo de livros de Botânica que encontrou na biblioteca do Museu e da Universidade.
O Museu Botânico por ele criado foi assumindo rapidamente características de herbário de referência, crescendo com colecções que vieram de todo o mundo, mas especialmente das possessões ultramarinas portuguesas. A biblioteca foi enriquecendo com a aquisição de obras botânicas de referência e actualizadas. Neste processo foi importante a aquisição da maior parte do herbário particular do botânico alemão Heinrich Moritz Willkomm, com quem Júlio Henriques mantivera importante colaboração, que incluía cerca de cem mil exemplares, representativos de mais de dez mil espécies de plantas da região mediterrânica, do arquipélago da Madeira e das Canárias. A estrutura assim criada passou a servir de base para o estudo da flora de Portugal.
Para alimentar o herbário e permitir o aprofundamento do conhecimento da flora de Portugal, Júlio Henriques percorreu Portugal em expedições de herborização e encorajou muitas outras pessoas a dedicarem-se à mesma actividade, recorrendo particularmente à colaboração de párocos e de professores, que mantinha como correspondentes em muitas regiões. Empreendeu expedições muito produtivas às zonas de vegetação natural e semi-natural nas zonas serranas, em especial à Serra da Estrela, à Serra do Marão e ao Buçaco, Gerês, Caramulo, Serra da Lousã, Macieira (Serra da Zebreira de Sernancelhe) e Castro Daire.
Destas recolhas resultaram várias publicações científicas de grande valor, a maioria pioneiras para as respectivas regiões e grupos florísticos, entre as quais os estudos monográficos de vários grupos da flora portuguesa, nomeadamente das criptogâmicas vasculares, gimnospérmicas, amarilidáceas, gramíneas, plantagináceas, fungos, diatomáceas e líquenes. Publicou o primeiro estudo metódico de uma flora regional de Portugal, o Esboço da Flora da Bacia do Mondego. Esta obra foi inicialmente publicada em fascículos, no Boletim da Sociedade Broteriana, com o primeiro a aparecer em 1906.
Para gerir a rede de colaboradores e permitir a publicação do resultados da investigação botânica que conduzia, em 1880 tomou a iniciativa de criar a Sociedade Broteriana. O epónimo era Avelar Brotero, personalidade por quem Júlio Henriques nutria grande admiração. Foi a primeira sociedade científica botânica criada em Portugal, admitindo como membros maioritariamente botânicos amadores, apaixonados pela botânica, mas também agrónomos, professores do liceu, abades, médicos e antigos alunos da Universidade de Coimbra. A sociedade tinha como objectivo a recolha de espécimes botânicos para posterior identificação e conservação em herbário, visando reunir os materiais indispensáveis para a publicação de uma nova Flora Lusitanica que permitisse actualizar e aprofundar o trabalho seminal de Félix de Avelar Brotero. A gestão da sociedade era feita com a colaboração do naturalista Joaquim de Mariz e do jardineiro-chefe Adolfo Möller.
O órgão da Sociedade, intitulado Boletim da Sociedade Broteriana, era uma revista de carácter científico, publicada para dar conhecimento aos sócios da actividade da agremiação e publicar os trabalhos científicos que dela resultavam. O primeiro volume saiu em 1883 e sob a direcção de Júlio Henriques, a publicação foi bastante regular, estando e em 1920 publicados 28 volumes, encerrando-se nesse ano a primeira série. O encerramento da série deveu-se ao envelhecimento de Júlio Henriques e ao desaparecimento dos seus colaboradores mais próximos, o que levara a que nos anos anteriores o Boletim fosse diminuindo de volume, sendo que em 1920 a colaboração que obtinha era diminuta e a tiragem não excedia os 80 exemplares. Júlio Henriques, com 82 anos de idade, estava disposto a terminar a publicação, mas os doutores Luís Wittnich Carrisso e Aurélio Quintanilha intervieram e fizeram-na renascer, iniciando-se em 1922 a publicação da segunda série.
Na sua acção junto do Herbário da Universidade de Coimbra, Júlio Henriques identificou, classificou e descreveu muitas dos exemplares botânicos que foram colectadas por si e por toda a comunidade botânica que disseminou e distribuiu e deu a classificar inúmeros exemplares a grandes especialistas botânicos, seus contemporâneos, que em agradecimento lhe dedicaram algumas espécies. É o epónimo do género de fungos Henriquesia. A maior parte da sua produção científica está publicada no Boletim da Sociedade Broteriana.
Defendia uma missão para a Universidade de Coimbra que não se reduzia a funções didácticas, devendo também contribuir para o desenvolvimento da própria ciência e da economia do país e das suas colónias. Propôs-se constituir o seu instituto como um centro de investigação científica, capaz de promover o renascimento dos estudos botânicos e restabelecer relações de colaboração com os grandes centros científicos mundiais. Para isso, criou condições que permitiam que do Jardim Botânico de Coimbra saíssem sementes e plantas vivas, que eram depois remetidas para agricultores das colónias portuguesas testarem a viabilidade da sua cultura.
Nesse contexto desenvolveu diversas linhas de investigação sobre culturas tropicais, com destaque para as plantas produtoras de quinino, ao tempo o medicamento de combate à malária com maior sucesso e valor económico.
A cultura das espécies do género Cinchona, produtoras de quina, tinha grande interesse económico e sanitário pois da casca destas plantas extrai-se o quinino, produto usado para combater o paludismo, doença que na época afectava grandes regiões do território português e muitos dos seus territórios ultramarinos, onde dizimava as populações.
Os primeiros ensaios desta cultura nos territórios africanos portugueses foram feitos em 1864, por iniciativa de Friedrich Welwitsch, mas, nas palavras de Júlio Henriques, “esta primeira tentativa, porém, não deu resultados […] porque as sementes pertenciam á peior das especies”. Para dar resposta às necessidades portuguesas do produto, retomou os ensaios, tentando seleccionar as espécies com maiores níveis de quinino e os territórios mais adequados à cultura destas plantas.
Esta investigação sobre a quina levou a que se interessasse pela ilha de São Tomé, já que de entre as colónias portuguesas era aquela onde o crescimento de Chinchona era melhor. Em consequência, em 1885 enviou Adolfo Möller em missão àquela ilha, obtendo a colaboração do governador Custódio de Borja. A informação recolhida foi considerada muito relevante, levando a um recrudescer do interesse pela flora santomense, a tal ponto que o próprio Júlio Henriques, apesar de já ter 65 anos de idade, resolveu empreender em 1903 uma viagem de exploração botânica a São Tomé e Príncipe. Dessa visita, e dos materiais anteriormente recolhidos por outros naturalistas, resultou a publicação em 1917 da primeira monografia florística de São Tomé e Príncipe.
A admiração que Júlio Henriques tinha por Avelar Brotero, fruto da mais valia que este botânico foi para o desenvolvimento do estudo da Botânica em Portugal, levou a que em 1 de Abril de 1887, por sua iniciativa, se assentasse a estátua de Avelar Brotero no Jardim Botânico de Coimbra
Para além da sua paixão pela Botânica nutria um grande interesse pela artes, tendo aceitado ser, durante muitos anos, vogal do Conselho de Arte e Arqueologia. Foi também presidente da Associação Filantrópico-Académica de Coimbra.
Aquando das celebrações do bicentenário do nascimento de Carl Nilsson Linnæus, mais conhecido por Lineu, a Linnéfest que teve lugar em Maio de 1907, foi enviado a Uppsala (Suécia) em representação oficial da Universidade de Coimbra. Em atenção à sua contribuição para o estudo da sistemática foi nessa altura distinguido com o título de doutor honorário pela Universidade de Uppsala, recebendo diploma, anel de ouro e coroa de louros.
Tendo sido o 14º director do Jardim Botânico da Universidade de Coimbra, exerceu o cargo durante 40 anos. Jubilado a 16 de Março de 1918, já com 80 anos de idade, continuou a trabalhar como naturalista e director do Herbário da Universidade de Coimbra até praticamente à data do seu falecimento, ocorrido a 7 de Maio de 1928, quando tinha 90 anos de idade.
No respeito pela tradição académica, Júlio Henriques foi sócio de várias instituições científicas portuguesas e estrangeiras, entre as quais a Sociedade Broteriana (sócio-fundador), a Sociedade de Geografia de Lisboa, a Sociedade Botânica de França, a Sociedade Nacional de Aclimatização de França, a Sociedade de Economia de Madrid e a Sociedade Botânica de Copenhaga.
Não aceitou condecorações de qualquer natureza e nunca exerceu funções políticas, dedicando a sua vida inteiramente à Botânica.
Casou em 1874 com Zulmira Angelina de Magalhães Lima, que faleceu precocemente.

## Publicações
Júlio Henriques é autor, entre muitas outras publicações, das seguintes obras:
- 1895. Contribuiçao para o estudes da flora cryptogamica dos Açores. 9 pp.
- 1902. Estudo comparado das especies vegetaes productoras de borracha: memoria. Ed. Imprensa Nacional. 8 pp.

Livros
- 1876. O Jardim Botanico da Universidade de Coimbra. Ed. Imprensa da Universidade. 54 pp. Reeditó en 2010 BiblioBazaar, 66 pp. ISBN 1145204228
- 1880. Contribuitiones. Typis academicis. 65 pp.
- 1880. Phylloxera: apontamentos. Ed. Imprensa Academica. 24 pp.
- 1883. Expedição scientifica á Serra da Estrella em 1881: Secção de botanica. Ed. Imprensa Nacional. 133 pp.
- 1884. Instrucções practicas para culturas coloniaes. Ed. Imprensa da Universidade. 124 pp.
- 1908. Plantas de hule y de gutaperca. Ed. Imprenta y fototipia de la Secretaria de Fomento. 95 pp.
- 1910. Agricultura colonial. Separata da Revista Portuguesa colonial e maritima. Ed. Livraria Ferin. 384 pp.